# 大破山嶽城
大破山嶽城是漫畫諸葛四郎系列裡的一部作品。

## 劇情簡介
在梁國境內的青雲城內，突然有人目賭到有貌似四郎和真平的人在做濫殺無辜官兵的事件。而在桂國除掉雙假面的四郎真平倆人聽到此消息後，便快速前往梁國澄清此事。
而就在四郎真平解決掉仿冒他們倆人的罪犯之後，四郎認為罪犯可能是來自與梁國對立的山嶽城內，事後梁王也表示山嶽城原本也是由梁國所建立的邊境要塞，但是就在建築完畢後突然被一群叛徒所占領，之後欲奪回山嶽城的梁國軍隊也一直屢攻不下。
事後四郎願幫助梁國出兵攻打山嶽城的判賊，但山嶽城內卻佈滿著各種險惡的機關‧‧‧。

## 故事角色

### 我方人物
蒙面俠
多次在梁國城內解救四郎的神秘人物。即梁國王子。
劉大平
山嶽城賊黨中二號首領的大哥，是個性格仁心仁厚的醫師。
劉小姐
劉大平的女兒，在被土匪騷擾時被四郎所救。

### 梁國人物
梁王
已年事已高的梁國君王，因兒子發瘋無法繼承王位而尚未退休。
梁國王子
梁王兒子，因發瘋而暫時被監禁在王城地下室內。
梁國公主
梁王女兒，習於劍技武術的女傑。
史爺爺
照料發瘋的梁國王子的老臣。
許將軍　溫將軍　夏將軍　游將軍　鐘將軍　卓將軍
梁國將軍們，其中一人為山嶽城首頭。
雷伯
原本是建築山嶽城的梁國將軍，在山嶽城完工時被叛軍推入山谷內。
事後沒死生還著、但顧忌著重回梁國王府可能會被城內的叛軍內奸發現到所殺，而暫躲在山中喬裝成樵夫隱居。

### 敵方人物
山嶽城首頭
欲征服梁國的山嶽城首領，靠著奪來的兩匹寶馬「飛雲」、「飛嶽」以及山嶽城的重重機關讓四郎吃足了苦頭，即夏將軍。
假諸葛四郎與假真平
來自山嶽城內假冒成四郎真平幹盡壞事的盜賊，其中假四郎實為山嶽城的四號頭目。
四號頭目之兄
山嶽城四號頭目的兄長，在聽到四號頭目被四郎殺害後前來加入山嶽城的賊黨、欲找時機向四郎報仇。